# F.E.A.R. (Papa Roach)
F.E.A.R. è l'ottavo album in studio del gruppo alternative metal statunitense Papa Roach, pubblicato il 27 gennaio 2015 dalla Eleven Seven Music.

## Tracce
1. Face Everything and Rise – 3:11
2. Skeletons – 3:55
3. Broken as Me – 3:37
4. Falling Apart – 3:08
5. Love Me Till It Hurts – 3:43
6. Never Have to Say Goodbye – 3:47
7. Gravity (feat. Maria Brink) – 4:04
8. War Over Me – 3:58
9. Devil – 3:27
10. Warriors (feat. Royce da 5'9") – 2:56

Tracce bonus della Deluxe Edition
1. Hope for the Hopeless – 2:59
2. Fear Hate Love – 3:27

## Formazione
- Jacoby Shaddix – voce
- Jerry Horton – chitarra, cori
- Tobin Esperance – basso, cori
- Tony Palermo – batteria, percussioni

## Classifiche
| Classifica (2015) | Posizione massima |
| ----------------- | ----------------- |
| Australia         | 29                |
| Belgio (Fiandre)  | 47                |
| Belgio (Vallonia) | 119               |
| Billboard 200     | 15                |
| Canada            | 8                 |
| Francia           | 90                |
| Germania          | 6                 |
| Paesi Bassi       | 32                |
| Svizzera          | 8                 |
| US Alternative    | 2                 |
| US Digital        | 6                 |
| US Hard Rock      | 1                 |
| US Independent    | 2                 |
| US Tastemaker     | 20                |
| US Top Rock       | 2                 |